# 남원 영어체험학습센터
남원 영어체험학습센터는 초중고등학교 학생들을 대상으로 영어 체험학습을 제공하는 교육센터이다. 2009년 9월 24일 전라북도 남원시 도통동에 개장하였다. 영어를 배우기 위해 여러 학교들이 영어체험학습센터를 찾고 있으며, 2011년 10월 14일 현재 46기 째를 진행 중이다. 2009년부터 원장 1명, 원어민 선생님 6명과 그 밖의 선생님 3명, 행정실 2명, 교육공무직원 5명으로 총 17명이 운영하고 있다.

## 교육
남원영어체험학습센터는 보통 학교와 똑같이 6교시까지 진행하며, 방과후학교도 있다.

## 교시
보통 학교와 마찬가지로 공부 시간 40분, 쉬는 시간 10분이다. 단, 점심시간은 1시간으로 보통 학교보다 30분 적다.